# Aufforderungscharakter (Psychologie)
Unter Aufforderungscharakter wird seit Kurt Lewin die Eigenschaft einer Situation, Handlungen nahezulegen bzw. auszulösen, verstanden. Der Aufforderungscharakter wird nicht vom Individuum auf die Situation projiziert bzw. ihr zugeschrieben, existiert aber auch nicht autonom, sondern ergibt sich in Wechselwirkung von (Feld)-Situation und Bedürfnisspannungen. Lewin prägte diesen und andere dynamische Begriff in seiner psychologischen Topologie, die sich mit den positiven und negativen Valenzen (Wertigkeiten) und Spannungsverhältnissen des Lebensraums befasst, beispielsweise der Situation eines Kindes, das einer nicht erwünschten Speise gegenübersteht.
In der Theorie psychologischer Tests ist der Aufforderungscharakter des Testmaterials ein wichtiger Aspekt, insbesondere bei Tests für Kinder und projektiven Tests wie dem Formdeute-Versuch (Rorschach-Test). In der Sozialpsychologie des psychologischen Experiments ist der Aufforderungscharakter der experimentellen Situation für die Einstellung und Motivation der Versuchsperson wichtig.